# Max König (Politiker, Mai 1868)

Max König

Max König (* 3. Mai 1868 in Halle; † 31. Januar 1941 in Koblenz) war ein deutscher sozialdemokratischer Politiker, Mitglied der Weimarer Nationalversammlung, Reichstagsabgeordneter und von 1919 bis 1933 Regierungspräsident des Regierungsbezirks Arnsberg.

## Leben und Wirken
Max König war gelernter Schmied, war aber bereits 1889 Funktionär einer Metallarbeiterorganisation und gehörte 1891 zu den Gründern des freigewerkschaftlichen Deutschen Metallarbeiterverbandes (DMV). Bereits früh war er auch in der (politischen) sozialdemokratischen Bewegung tätig. So war er 1890 auf dem Parteitag in Halle mit 22 Jahren der jüngste Delegierte.
Beruflich war er hauptamtlicher Funktionär des DMV, dann Redakteur des sozialdemokratisch orientierten Volksblattes in Dortmund und Leiter des ersten Arbeitersekretariats in der Stadt.
Seit 1893 war König Vorsitzender des neugebildeten Bezirks Westliches Westfalen der SPD. Zwischen 1907 und 1919 war er hauptamtlicher Bezirkssekretär der Partei.
Als „Der rote König“ hat er diese Position bis 1918 inne und war in dieser Zeit eine der prägenden Personen der Sozialdemokratie in Westfalen und darüber hinaus. In Dortmund war er seit 1909 der erste sozialdemokratische Stadtverordnete. Er trug zur Stärkung der Sozialdemokratie im damals noch stark katholisch geprägten östlichen Ruhrgebiet bei. Neben seinen Parteiämtern war König von 1912 bis 1928 Reichstagsabgeordneter verschiedener Wahlkreise. Als Landesvertrauensmann der SPD seit 1903 war er auch für die Agitation außerhalb der Industriegebiete zuständig. Er rief vor der Reichstagswahl von 1903 zu einem Agitationsfeldzug in das „gelobte Sauer- und Münsterland“ auf, wo man bislang die Vorherrschaft der „Schwarzen Kolonnen“ nicht hatte antasten können. Trotz erheblicher Anstrengungen war es ihm nicht gelungen, den Einfluss der Partei in den ländlichen Hochburgen der Zentrumspartei im Münsterland oder Sauerland entscheidend zu stärken.
In der Zeit des Ersten Weltkrieges stand König auf der Seite der Fraktionsmehrheit um Friedrich Ebert. Während der Revolution von 1918/19 übernahm er die Leitung der Arbeiter- und Soldatenräte Westfalens und war Mitglied im Zentralrat der Deutschen Sozialistischen Republik in Berlin. In Dortmund wurde er Mitglied des Magistrats.
Als Mitglied des Dortmunder Arbeiter- und Soldatenrates war er mit anderen zuständig für die Kontrolle der Arnsberger Bezirksregierung. König wurde 1919 zunächst kommissarisch zum Regierungspräsidenten in Arnsberg ernannt. Dies löste in den Zentrumskreisen des Sauerlandes Unmut aus. Die sozialdemokratische Presse antwortete: „Wenn Herr König Regierungspräsident ist, dann leitet er seine Geschäfte nicht als Sozialist, sondern als höchster Beamter des Bezirks. Er ist dann auch nicht mehr der Agitationsredner, wie sie ihm ankreiden, sondern eben der Regierungspräsident.“
Seine reguläre Ernennung folgte 1920. Von Seiten der überwiegend konservativen Beamten und der katholischen Bevölkerung der Regierungsstadt wurde er zunächst vehement abgelehnt. Als relativ rechts stehender Sozialdemokrat vertrat er allerdings Positionen, die durchaus auch von bürgerlichen Kreisen geteilt werden konnten. So führte er bei seiner Amtseinführung die wirtschaftliche Krise und soziale Not nicht auf die deutsche Politik des Kaiserreichs, sondern auf den Versailler Vertrag zurück. In seine Amtszeit fielen unter anderem der Kapp-Putsch und der Ruhraufstand 1920. Zeitweise betrachtete er die Freikorps als wirksames Mittel zur Bekämpfung der extremen Linken und unterschätzte den rechtsextremen Charakter dieser Verbände. Im Jahr 1923 folgte die Ruhrbesetzung. Dies betraf den Regierungsbezirk direkt und hat die Arbeit Königs stark erschwert. An seinem Amtssitz in Arnsberg fand mit König als Hauptredner eine große Kundgebung gegen die „Vergewaltigung des Ruhrgebiets“ statt. In seine Amtszeit fällt auch die große Inflation, im Jahr 1928 dann der Ruhreisenstreit sowie die Weltwirtschaftskrise. In dieser Zeit besuchte er die Notstandsgebiete um Ramsbeck und versuchte zur Linderung der Not beizutragen.
König handelte als Regierungspräsident, nicht als Parteipolitiker. Aber er hat seine politische Herkunft auch nicht verleugnet. Er hat die SPD im Sauerland als Redner und Ratgeber unterstützt. Vor allem war er aber um die Stärkung des republikanischen Gedankens in seinem Bezirk bemüht. Er sprach etwa anlässlich einer Demonstration zu Ehren des ermordeten Zentrumspolitikers Matthias Erzberger in Arnsberg. Er warb 1925 für die von der SPD mitgetragene Kandidatur des Zentrumspolitikers Wilhelm Marx für das Amt des Reichspräsidenten und griff dabei die extreme Rechte und Linke scharf an. Auch später trat er für die republikanische Sache auf.
Städtebaulich hat er in Arnsberg noch heute sichtbare Spuren hinterlassen. Er ließ 1926 das alte Lehrerinnenseminar um einen weiteren Flügelbau und einen markanten Turm als neuen Sitz der Regierung erweitern. Anerkennung auch bei den republikanisch gesinnten Katholiken erwarb er sich durch seinen Einsatz für Verfassung und Demokratie gegen Kommunisten, Rechtsradikale und Nationalsozialisten.
Auf dem Höhepunkt der Weltwirtschaftskrise wies er anlässlich des Verfassungstages 1932 die Behauptungen der Antirepublikaner zurück, dass die Weimarer Verfassung schuld an der Not sei. Ein historisches Verdienst der Verfassung sei vielmehr, die Einheit des deutschen Volkes gerettet zu haben.
Nach der Machtübernahme der Nationalsozialisten wurde Max König bereits am 13. Februar 1933 aus dem Staatsdienst entlassen. Von diesen verfolgt, zog er sich mit seiner Familie nach Koblenz zurück, wo er 1941 verstarb.